# Балтійський кубок
Балтійський кубок (латис. Baltijas kauss, лит. Baltijos taurė, ест. Balti turniir) — футбольний турнір, у якому беруть участь збірні Латвії, Литви й Естонії. Перший розіграш турніру відбувся 1928 року. В період 1940—1990 у турнірі брали участь аналогічні радянські республіки, а також, 1954, 1957 та 1973—1976 року, Білоруська РСР.

## Переможці
| Рік       | Переможець                                                                                         | 2 місце                                                                                            | 3 місце                                                                                            |
| --------- | -------------------------------------------------------------------------------------------------- | -------------------------------------------------------------------------------------------------- | -------------------------------------------------------------------------------------------------- |
| 1928      | Латвія                                                                                             | Естонія                                                                                            | Литва                                                                                              |
| 1929      | Естонія                                                                                            | Латвія                                                                                             | Литва                                                                                              |
| 1930      | Литва                                                                                              | Латвія                                                                                             | Естонія                                                                                            |
| 1931      | Естонія                                                                                            | Латвія                                                                                             | Литва                                                                                              |
| 1932      | Латвія                                                                                             | Литва                                                                                              | Естонія                                                                                            |
| 1933      | Латвія                                                                                             | Литва                                                                                              | Естонія                                                                                            |
| 1934      | Не проводився через суперечки на турнірі 1933 року.                                                | Не проводився через суперечки на турнірі 1933 року.                                                | Не проводився через суперечки на турнірі 1933 року.                                                |
| 1935      | Литва                                                                                              | Латвія                                                                                             | Естонія                                                                                            |
| 1936      | Латвія                                                                                             | Естонія                                                                                            | Литва                                                                                              |
| 1937      | Латвія                                                                                             | Естонія                                                                                            | Литва                                                                                              |
| 1938      | Естонія                                                                                            | Латвія                                                                                             | Литва                                                                                              |
| 1939      | Не проводився через напружені спортивні відносини між Литвою і Латвією після баскетбольного матчу. | Не проводився через напружені спортивні відносини між Литвою і Латвією після баскетбольного матчу. | Не проводився через напружені спортивні відносини між Литвою і Латвією після баскетбольного матчу. |
| 1940      | Латвійська РСР                                                                                     | Естонська РСР                                                                                      | Литовська РСР                                                                                      |
| 1941—1947 | Не проводився.                                                                                     | Не проводився.                                                                                     | Не проводився.                                                                                     |
| 1948      | Литовська РСР                                                                                      | Естонська РСР                                                                                      | Латвійська РСР                                                                                     |
| 1949      | Литовська РСР                                                                                      | Латвійська РСР                                                                                     | Естонська РСР                                                                                      |
| 1950      | Литовська РСР                                                                                      | Латвійська РСР                                                                                     | Естонська РСР                                                                                      |
| 1951      | Не проводився.                                                                                     | Не проводився.                                                                                     | Не проводився.                                                                                     |
| 1952      | Естонська РСР                                                                                      | Латвійська РСР                                                                                     | Литовська РСР                                                                                      |
| 1953      | Не проводився.                                                                                     | Не проводився.                                                                                     | Не проводився.                                                                                     |
| 1954      | Латвійська РСР                                                                                     | Литовська РСР                                                                                      | Білоруська РСР                                                                                     |
| 1955—1956 | Не проводився.                                                                                     | Не проводився.                                                                                     | Не проводився.                                                                                     |
| 1957      | Латвійська РСР                                                                                     | Литовська РСР                                                                                      | Білоруська РСР                                                                                     |
| 1958      | Латвійська РСР                                                                                     | Литовська РСР                                                                                      | Естонська РСР                                                                                      |
| 1959      | Латвійська РСР                                                                                     | Литовська РСР                                                                                      | Естонська РСР                                                                                      |
| 1960      | Латвійська РСР Литовська РСР Естонська РСР                                                         | | |
| 1961      | Латвійська РСР                                                                                     | Литовська РСР                                                                                      | Естонська РСР                                                                                      |
| 1962      | Латвійська РСР                                                                                     | Естонська РСР                                                                                      | Литовська РСР                                                                                      |
| 1963—1968 | Не проводився.                                                                                     | Не проводився.                                                                                     | Не проводився.                                                                                     |
| 1969      | Естонська РСР                                                                                      | Латвійська РСР                                                                                     | Литовська РСР                                                                                      |
| 1970      | Литовська РСР                                                                                      | Естонська РСР                                                                                      | Латвійська РСР                                                                                     |
| 1971      | Литовська РСР                                                                                      | Естонська РСР                                                                                      | Латвійська РСР                                                                                     |
| 1972      | Естонська РСР                                                                                      | Литовська РСР                                                                                      | Латвійська РСР                                                                                     |
| 1973      | Естонська РСР                                                                                      | Латвійська РСР                                                                                     | Литовська РСР                                                                                      |
| 1974      | Латвійська РСР                                                                                     | Естонська РСР                                                                                      | Литовська РСР                                                                                      |
| 1975      | Литовська РСР                                                                                      | Латвійська РСР                                                                                     | Білоруська РСР                                                                                     |
| 1976      | Латвійська РСР                                                                                     | Естонська РСР                                                                                      | Литовська РСР                                                                                      |
| 1977—1990 | Не проводився.                                                                                     | Не проводився.                                                                                     | Не проводився.                                                                                     |
| 1991      | Литва                                                                                              | Латвія                                                                                             | Естонія                                                                                            |
| 1992      | Литва                                                                                              | Латвія                                                                                             | Естонія                                                                                            |
| 1993      | Латвія                                                                                             | Естонія                                                                                            | Литва                                                                                              |
| 1994      | Литва                                                                                              | Латвія                                                                                             | Естонія                                                                                            |
| 1995      | Латвія                                                                                             | Литва                                                                                              | Естонія                                                                                            |
| 1996      | Литва                                                                                              | Естонія                                                                                            | Латвія                                                                                             |
| 1997      | Литва                                                                                              | Латвія                                                                                             | Естонія                                                                                            |
| 1998      | Литва                                                                                              | Латвія                                                                                             | Естонія                                                                                            |
| 1999—2000 | Не проводився.                                                                                     | Не проводився.                                                                                     | Не проводився.                                                                                     |
| 2001      | Латвія                                                                                             | Литва                                                                                              | Естонія                                                                                            |
| 2002      | Не проводився.                                                                                     | Не проводився.                                                                                     | Не проводився.                                                                                     |
| 2003      | Латвія                                                                                             | Литва                                                                                              | Естонія                                                                                            |
| 2004      | Не проводився.                                                                                     | Не проводився.                                                                                     | Не проводився.                                                                                     |
| 2005      | Литва                                                                                              | Латвія                                                                                             | Естонія не брала участі.                                                                           |
| 2006–2007 | Не проводився.                                                                                     | Не проводився.                                                                                     | Не проводився.                                                                                     |
| 2008      | Латвія                                                                                             | Литва                                                                                              | Естонія                                                                                            |
| 2009      | Не проводився.                                                                                     | Не проводився.                                                                                     | Не проводився.                                                                                     |
| 2010      | Литва                                                                                              | Латвія                                                                                             | Естонія                                                                                            |

### Статистика
Враховані лише турніри, у яких брали участь незалежні держави
| Збірна  | 1 місце | 2 місце | 3 місце | Роки перемоги                                              |
| ------- | ------- | ------- | ------- | ---------------------------------------------------------- |
| Латвія  | 10      | 12      | 1       | 1928, 1932, 1933, 1936, 1937, 1993, 1995, 2001, 2003, 2008 |
| Литва   | 10      | 6       | 7       | 1930, 1935, 1991, 1992, 1994, 1996, 1997, 1998, 2005, 2010 |
| Естонія | 3       | 5       | 14      | 1929, 1931, 1938                                           |